# استان لیورنو
استان لیورنو (ایتالیایی:Provincia di Livorno) استانی در ناحیه توسکانی ایتالیا می‌باشد. این استان علاوه بر نواحی داخلی، چندین جزیره نظیر البا و کاپرایا را نیز دربر می‌گیرد. مرکز این استان، شهر لیورنو است.
مساحت این استان ۱٬۲۱۸ کیلومتر مربع و جمعیت آن طبق آمارهای سال ۲۰۱۲، ۳۴۳٬۰۰۳ نفر می‌باشد. جمعاً ۲۰ شهرستان (بخش) در این استان وجود دارد.